# Sigean
Sigean (occitano Sijan) é uma comuna francesa na região administrativa de Occitânia, no departamento de Aude. Estende-se por uma área de 35,35 km². Em 2010 a comuna tinha 5 627 habitantes (densidade: 159,2 hab./km²).